# Ergis (filolog)
Ergis (Эргис), właśc. Gieorgij Ustinowicz Giermogienow (ur. 21 kwietnia 1908, zm. 9 czerwca 1968) – jakucki filolog, folklorysta i etnolog. Swoje prace zazwyczaj podpisywał G.U. Ergis. Pseudonim pochodzi od nazwy miejscowości, w której się urodził.

## Życiorys
Po studiach w Instytucie Pedagogicznym w Kazaniu i okresie aspirantury w Instytucie Językoznawstwa Akademii Nauk ZSRR powrócił do Jakucka, gdzie początkowo (1928–1931) pracował jako nauczyciel szkolny, później był zatrudniony w Komitecie ds. Alfabetu, a w latach II wojny światowej – w Jakuckim Instytucie Pedagogicznym. Od 1943 r. życie naukowe Ergisa związane było z Instytutem Języka, Literatury i Historii Uniwersytetu w Jakucku.

## Publikacje
Pominąwszy podręcznik szkolny, napisany we współpracy z P.P. Baraszkowem: Grammatika jakutskogo jazyka. Sintaksis (1942, 1947, 1966), Ergis zajmował się głównie folklorem jakuckim. Jego głównym dziełem jest edycja eposu bohaterskiego (ołoncho) pt. Niurgun Bootur Striemitielnyj (1947). Ponadto jest autorem dwóch obszernych edycji książkowych: (1) Istoriczeskije rasskazy i priedanija jakutow: Tieksty i pieriewody (2 tomy, 1960) oraz (2) Jakutskije skazki (tom 1: 1964; tom 2: 1967). Wszystkie te edycje obejmują oryginalny tekst jakucki, przekład rosyjski i obszerne komentarze filologiczno-folklorystyczne.